# Музей коштовного і декоративного каміння

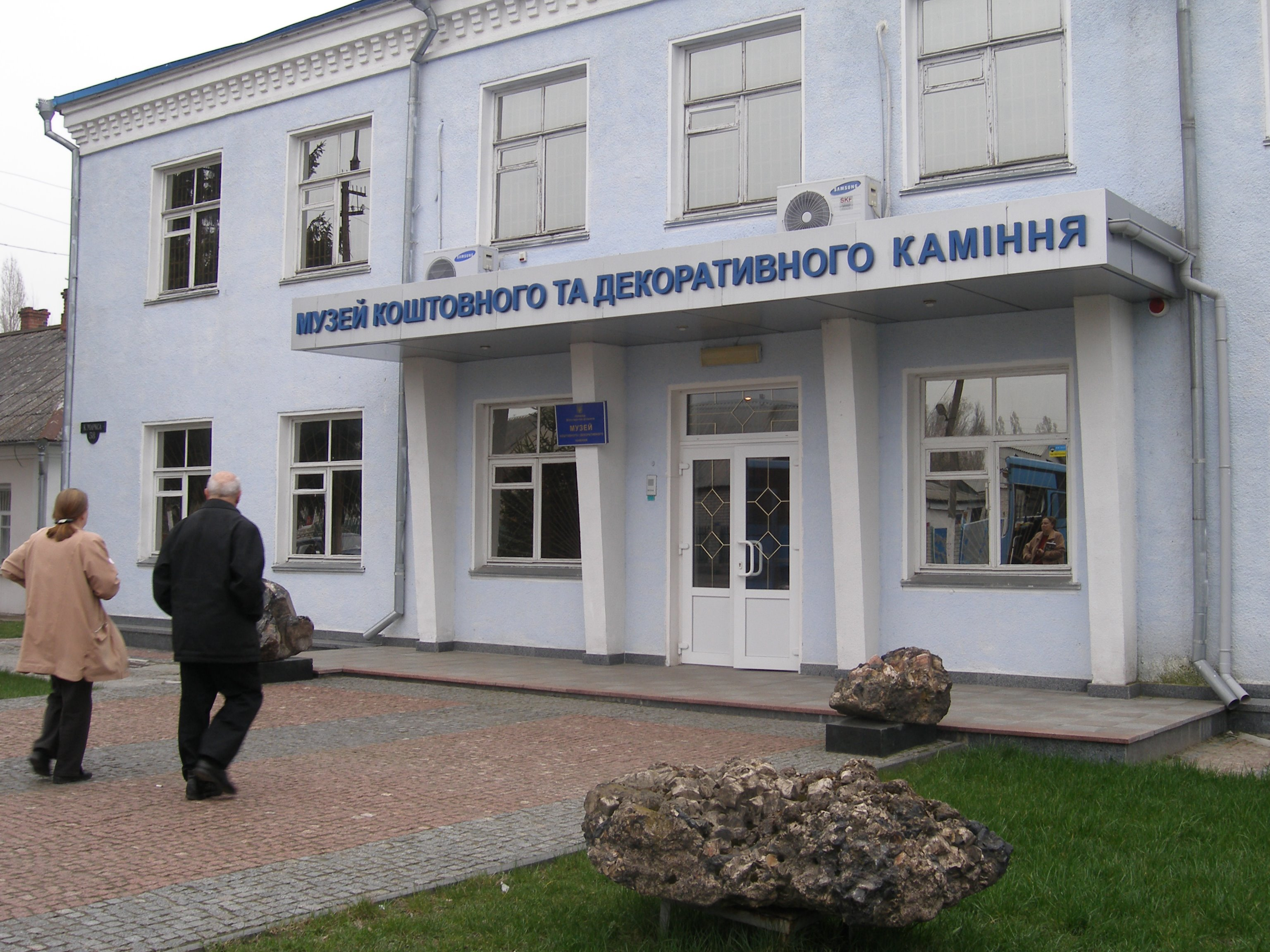

Державна установа «Музей коштовного і декоративного каміння» — геологічний музей у смт Хорошів Житомирської області. Підпорядкований Міністерству фінансів України. Містить зібрання унікальних мінералів та гірських порід з камерних пегматитів Волині. Створений постановою Кабінету Міністрів України від 11 грудня 1996.  

## Історія
Мінерали з пегматитів Волині почали з'являтися в приватних колекціях переважно у великих містах — Варшаві, Санкт-Петербурзі та інших після 1867 року.
Перша музейна колекція була створена на базі партії в селі Писарівка в 1930-х.
Друга світова війна припинила діяльність музею, і подальша доля його колекційних експонатів залишилась невідомою.
В 1951 в одній великій кімнаті був утворений мінералогічний музей.
Мінералогічна колекція у 1958 була зареєстрована в Житомирському обласному управлінні культури під назвою «Мінералогічний музей на громадських засадах».
Наприкінці 1970-х експонати були розміщені в одноповерховому будинку, де вони зайняли три зали. Музей став складовою частиною тематичної партії ВО «Західкварцсамоцвіти» МінГео СРСР.
Починаючи з 1980-го, історія музею пов'язана з історією освоєння ВО «Західкварцсамоцвіти» покладів кварц-самоцвітного каміння України, Білорусі та Молдови.

### Після відновлення суверенітету України
У 1992-му експонати музею було переміщено у двоповерховий спеціально відремонтований для розміщення колекції будинок, де вона міститься й нині.
Постановою Кабінету Міністрів України від 11 грудня 1996 року № 1485 «Про створення музею коштовного і декоративного каміння» вся колекція мінералів та гірських порід мінералогічного музею підприємства «Західкварцсамоцвіти» була передана у музей коштовного та декоративного каміння, підпорядкованого Міністерству фінансів.
Постановою від 19.03.1997 № 238 Кабмін передав музею весь двоповерховий будинок.
Постановою Кабінету Міністрів України від 19 грудня 2001 р. № 1709 "Про затвердження переліку наукових об'єктів, що становлять національне надбання", музею коштовного та декоративного каміння присвоєно статус «Науковий об'єкт, що становить національне надбання України».
Розпорядженням від 12.05.2004 р. № 306р Кабмін зарахував цінності колекції Музею коштовного і декоративного каміння до Історичного фонду дорогоцінних металів і дорогоцінного каміння України.

## Експозиція
Музей налічує більш як 1800 зразків мінералів та гірських порід із геологічних утворень України, Європи, Америки, Африки та інших кінців світу.

## Керівники
- директор Віталія Яковлєва